# Spider Murphy Gang

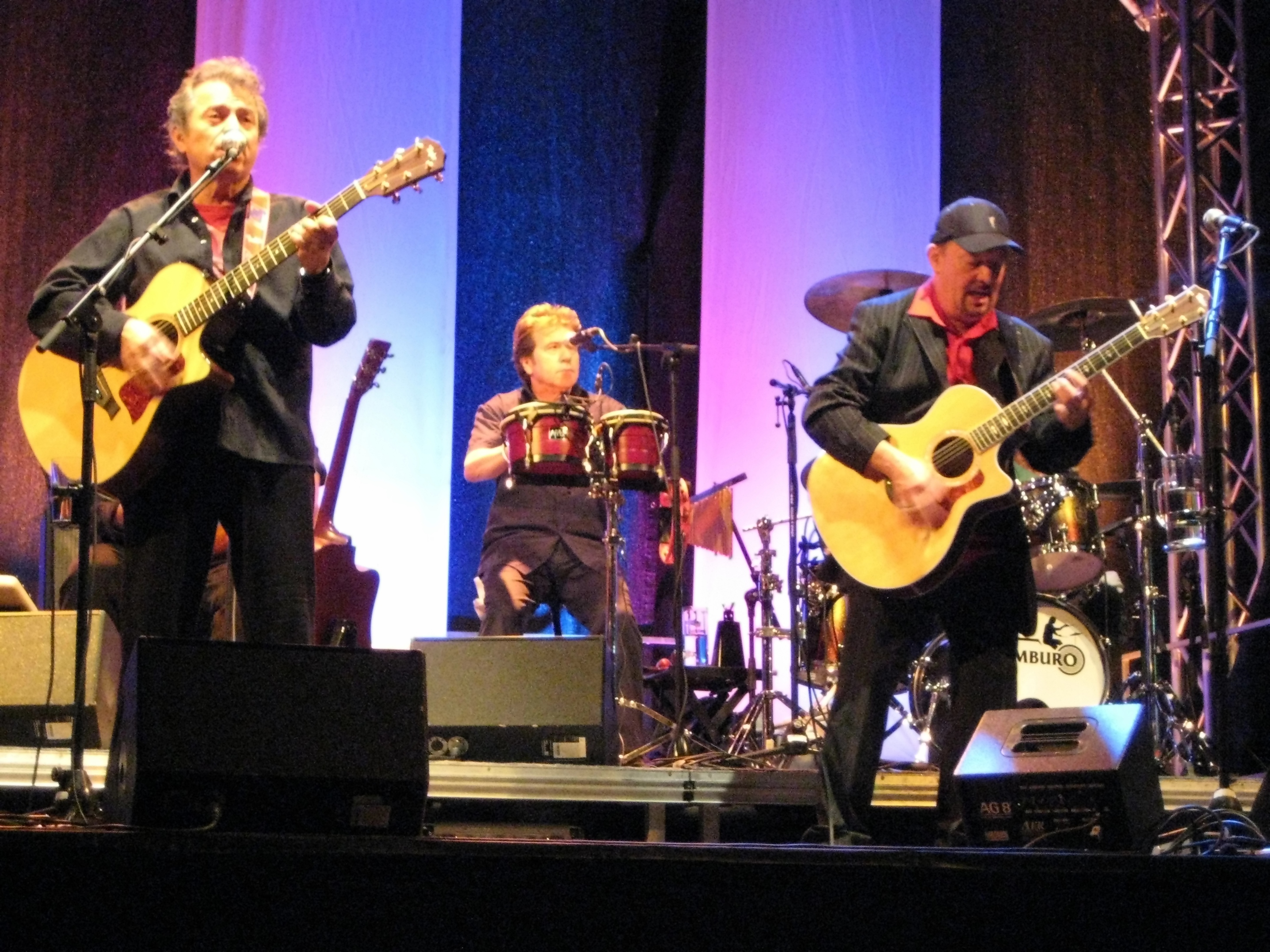
Spider Murphy Gang, 2008

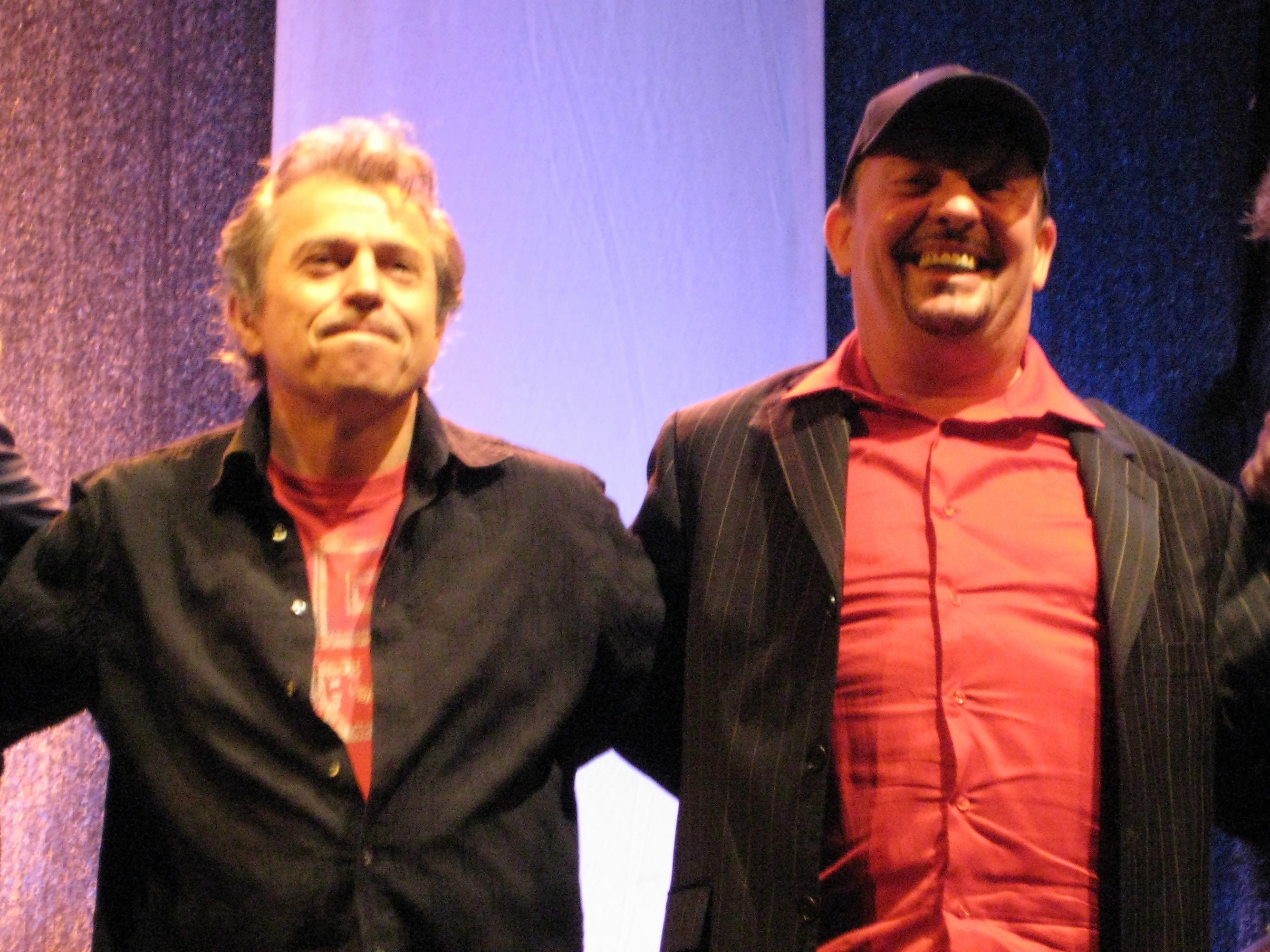
Günther Sigl, Gerhard Gmell („Barny Murphy“)

De Spider Murphy Gang is een zeskoppige band die de NDW-hit "Skandal im Sperrbezirk" geschreven heeft. De vier leden die de band opgericht hebben komen uit München.

## Geschiedenis
De bankier Günther Sigl richtte in 1977 samen met de telecommunicatietechnicus Barny Murphy, de natuurkundestudent Michael Busse en de slagwerker Franz Trojan de band Spider Murphy Gang op. De band is genoemd naar de fictieve gangster Spider Murphy uit het liedje "Jailhouse Rock" van Elvis Presley. De bedoeling was covers van oude rock-'n-roll-nummers te spelen. Na kleinere, maar succesvolle optredens, werden ze gekoppeld aan de radiopresentator Georg Kostya die ze zendtijd gaf in het programma "Rockhaus". Als huisband van de Beierse Omroep (Bayerischer Rundfunk) had de groep een podium waar ze naam konden opbouwen bij het publiek, eerst als coverband en later ook met door de groep zelf geschreven nummers.
In 1980 verscheen de eerste lp Rock 'n' Roll Schuah. Met liedjes in de Beierse taal en volkse thema's werd de band al snel bekend in de regio München. Eén jaar later (najaar 1981) werden ze in heel West-Duitsland bekend met hun hit "Skandal im Sperrbezirk" en ook in Nederland werd de plaat in het voorjaar van 1982 een hit in de destijds drie landelijke hitlijsten (de Nederlandse Top 40, Nationale Hitparade en de TROS Top 50) op de nationale publieke popzender Hilversum 3. Ook in de Europese hitlijst op Hilversum 3, de TROS Europarade, werd de plaat een hit.
In België (Vlaanderen) werd de plaat ook een hit in zowel de voorloper van de Vlaamse Ultratop 50 als de Vlaamse Radio 2 Top 30.
De lp Tutti Frutti (1981) werd goud. Een tour door Duitsland en verdere singles zoals "Wo bist Du?" "Schickeria" en "Ich schau dich an" volgden. 1982 werd het meest succesvolle jaar voor de Spider Murphy Gang. Er werd in dat jaar ook een film over de band gemaakt en ze traden regelmatig op in het populaire en zeer dicht bekeken televisieprogramma ZDF-Hitparade met Dieter Thomas Heck. In 1983 werd de Spider Murphy Gang de eerste West-Duitse band die in de DDR op tournee ging.
Nadat de hype rond de Neue Deutsche Welle over was, werd het wat stiller rond de groep. Ze bleven echter actief, schreven nog enkele kleine hits en toerden door kleinere zaaltjes. Ook zijn ze nog af en toe in zogenaamde "Retro-Welle" televisieprogramma's te zien. 
In 2003 won de Gang de Schwabinger Kunstpreis.
In de laatste jaren treedt de band vooral akoestisch op. Deze concerten zijn vaak uitverkocht.

## Muziek en teksten
Het muzikale zwaartepunt van de Spider Murphy Gang ligt tot op heden bij de klassieke rock-'n-roll, in het bijzonder het gitaarspel dat geïnspireerd is door Chuck Berry. Naast hardrock-invloeden wonnen daarnaast ook de dansmuziek uit de jaren 50 en 60 van de 20e eeuw en volksmuziek aan belang in de liedjes.
Een karakteristieke, steeds terugkerend element in de teksten is de humoristische maar toch ook kritische discussie over de seksindustrie: de nummers gaan onder andere over telefoonseks ("Skandal im Sperrbezirk"), seksshop ("Dolce-Vita-Rita", "Beate"), partnerruil ("Wo bist Du"), peepshow ("Ich schau Dich an"), bordelen ("Jetzt geh ma ins KP", "Hokuspokus") en pornotijdschriften ("Große blaue Augen").

## Discografie
De albums van de Spider Murphy Gang (zonder de vele Best Of-albums):
- Rock'n'Roll Schuah (1980),
- Dolce Vita (1981),
- Tutti Frutti (1982),
- Spider Murphy Gang live! (1983),
- Scharf wia Peperoni (1984),
- Wahre Liebe (1985),
- Überdosis Rock'n'Roll (1987),
- In Flagranti (1989),
- Hokuspokus (1990),
- Keine Lust auf schlechte Zeiten (1997),
- Rock'n'Roll Story (1997),
- Das komplette Konzert (1999),
- Radio Hitz (2002),
- Skandal im Lustspielhaus (2004)
- Skandal – 30 Jahre Rock ’n’ Roll (2007)

### NPO Radio 2 Top 2000
| Nummer met noteringen in de NPO Radio 2 Top 2000 | '99  | '00  | '01  | '02  | '03  | '04  | '05  | '06  | '07  | '08  | '09  | '10  | '11  | '12  | '13  | '14  | '15  | '16  | '17  | '18  | '19  | '20  | '21  | '22  | '23  | '24  |
| ------------------------------------------------ | ---- | ---- | ---- | ---- | ---- | ---- | ---- | ---- | ---- | ---- | ---- | ---- | ---- | ---- | ---- | ---- | ---- | ---- | ---- | ---- | ---- | ---- | ---- | ---- | ---- | ---- |
| Skandal im Sperrbezirk                           | 1077 | 1291 | 1097 | 1192 | 1326 | 1319 | 1544 | 1781 | 1976 | 1602 | 1846 | 1834 | 1954 | 1494 | 1667 | 1686 | 1532 | 1706 | 1714 | 1687 | 1624 | 1510 | 1510 | 1455 | 1512 | 1406 |

1. ↑  Een vetgedrukt getal geeft de hoogste notering aan.